# Masami Life
A Masami Life Okui Maszami tizenharmadik nagylemeze, mely 2007. október 3-án jelent meg az Evolution kiadó jóvoltából. Ez az album kissé lágyabb hangzású az előző albumokhoz képest, mely az eladásokon is meglátszik, ugyanis ez az albuma lett a legkisebb példányszámban eladott lemeze, és a heti japán lemezeladási lista száztizedik helyét érte el.

## Dalok listája
1. It’s My Life 3:55
2. Limited War 3:22
3. -W- 4:13
4. Gaia 2012 4:09
5. Ring 4:14
6. Remote Viewing 3:53
7. Vaszuregusza (ワスレグサ?) 5:40
8. Haitoku no Kiss (Love of a Fallen Angel) (背徳のKISS ～Love of a fallen angel～?) 4:50
9. Muraszakion (Sion) (紫音 -sion-?) 4:28
10. Mobile Magic 4:27
11. Wonderful Days 5:17
12. I Wish 4:25

## Albumból készült kislemezek
- Remote Viewing (2007. január 26.)
- It’s My Life (2007. július 4.)
- Ring (2007. július 25)